# Isurus
Genre
Isurus est un genre de requins.

## Liste des espèces
Selon FishBase (7 aout 2025) :
- Isurus oxyrinchus Rafinesque, 1810 - Requin mako ou requin-taupe bleu
- Isurus paucus Guitart Manday, 1966 - Petit requin taupe

Espèce fossile :
- † Isurus planus Agassiz, 1856

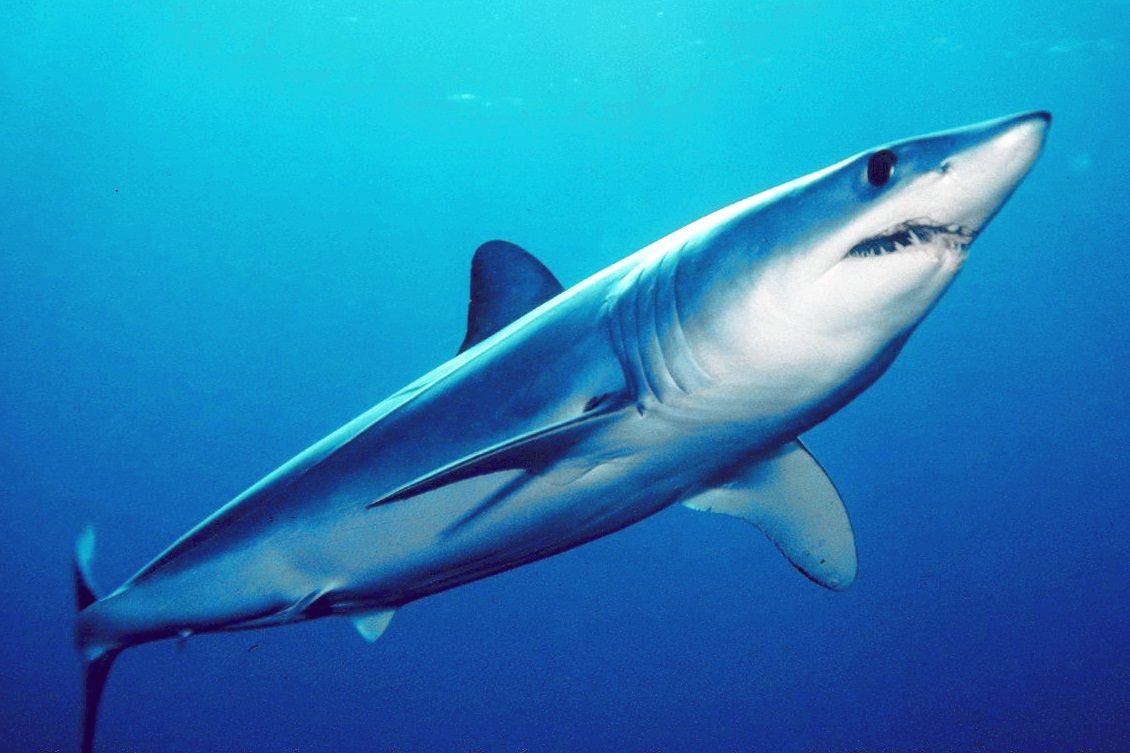
Isurus oxyrinchus
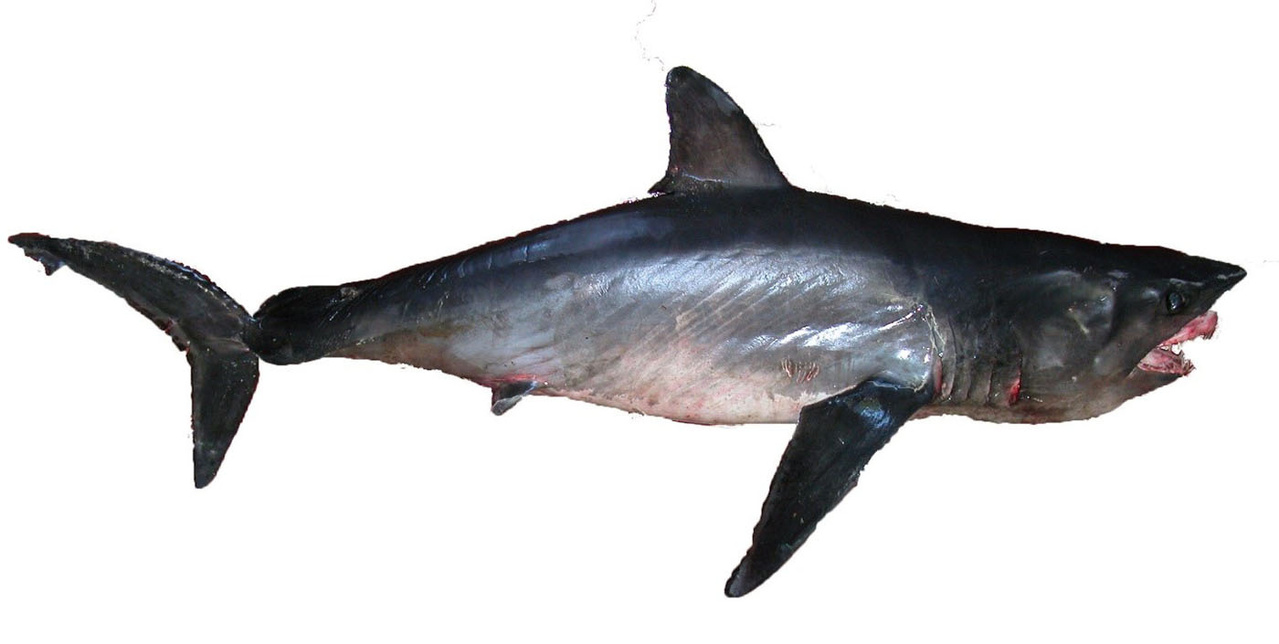
Isurus paucus
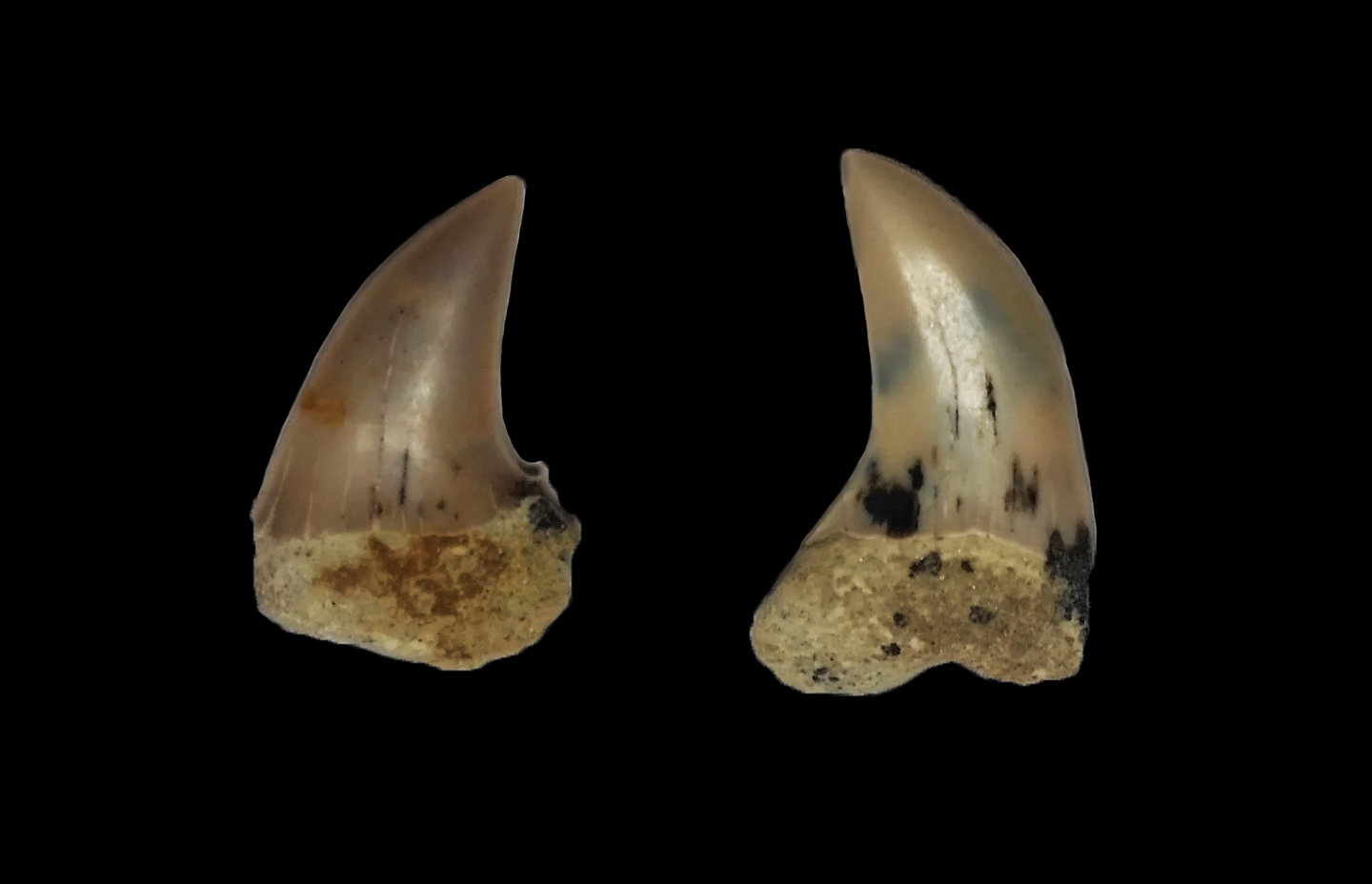
Deux dents d'Isurus planus

## Étymologie
Le mot est issu du grec isos = egal, oura : queue.